# Avant que l’ombre... à Bercy (концерт)
Avant que l’ombre… à Bercy — четвёртый концертный тур (концертная резиденция) Милен Фармер в поддержку её шестого студийного альбома «Avant que l'ombre...», в рамках тура состоялось 13 концертов в парижском концертном зале Берси. За год до концерта было продано более 169 000 билетов. Запись концерта была снята в формате HD. На концертах был записан живой альбом Avant que l’ombre… à Bercy.

## Список композиций
1. Интро
2. «Peut-être toi»
3. «XXL»
4. «Dans les rues de Londres»
5. «California»
6. «Porno graphique»
7. «Sans contrefaçon»
8. «Q.I»
9. «C'est une belle journée»
10. «Ange, parle-moi…»
11. «Redonne-moi»
12. «Rêver»
13. «L’Autre» (13, 14 и 15 января исполнялась «Ainsi soit je…»)
14. «Désenchantée»
15. «Nobody Knows»
16. «Je t'aime mélancolie»
17. «L’amour n’est rien…»
18. «Déshabillez-moi»
19. «Les Mots» (дуэт с Abraham Laboriel Jr.)
20. «Fuck Them All»
21. «Avant que l’ombre…»

На репетициях также исполнялись «Et pourtant…» и «Je te rends ton amour», но были исключены из финального списка композиций. Финальной песней должна была быть «Fuck Them All».

## Даты концертов
в рамках тура состоялось 13 концертов с 13 по 29 января 2006 года.
| Дата           | Город | Страна  | Место |
| -------------- | ----- | ------- | ----- |
| 13 января 2006 | Париж | Франция | Берси |
| 14 января 2006 | Париж | Франция | Берси |
| 15 января 2006 | Париж | Франция | Берси |
| 17 января 2006 | Париж | Франция | Берси |
| 18 января 2006 | Париж | Франция | Берси |
| 20 января 2006 | Париж | Франция | Берси |
| 21 января 2006 | Париж | Франция | Берси |
| 22 января 2006 | Париж | Франция | Берси |
| 24 января 2006 | Париж | Франция | Берси |
| 25 января 2006 | Париж | Франция | Берси |
| 27 января 2006 | Париж | Франция | Берси |
| 28 января 2006 | Париж | Франция | Берси |
| 29 января 2006 | Париж | Франция | Берси |

## Шоу и оформление
169 000 проданных билетов, двадцатимиллионный бюджет, пятнадцать танцоров. Милен появляется в стеклянной капсуле, которая опускается на центральную сцену. Центральная сцена выполнена в форме тамплиерского восьмиконечного креста, соединяется с основной сценой подъемным мостом, на центральной сцене располагается огромный занавес, выполненный в виде ворот, декор которых повторяет Северные врата флорентийского Баптистерия. По центру сцены расположена парадная лестница, украшенная с обеих сторон шестью люстрами, для усиления производимого впечатления используется водяной занавес, на котором появляются слова и силуэты во время исполнения финальной песни. Ширина ямы для воды, падающей с высоты 15 метров, составляла 2 метра, а длина 20 метров. Объём воды, циркулировавшей в системе, составлял 20 000 литров. Основная часть концерта проходила на большой сцене, пять из двадцати песен исполняются на малой сцене, также на малой сцене исполняется припев «Fuck Them All». Изначально планировалось использовать водный занавес во время исполнения «Fuck Them All», но в последний момент решение изменили в пользу композиции «Avant que l’ombre».

## Организаторы
Люди, работавшие на организацией концерта:

| - Продюсер: Тьерри Сюк (Thierry Suc) - Издание: Paul Van Parys for Requiem Publishing - Концепция шоу: Лоран Бутонна и Милен Фармер - Дизайнер декораций: Mark Fisher (Stufish Co) - Костюмер: Франк Сорбье (Franck Sorbier) - Макияж: Кэрол Ласньер (Carole Lasnier) - Прическа: Джон Ноле (John Nollet) - Световое оформление: Фред Певери (Fred Peveri) - Звук: Стефан Плиссон (Stéphane Plisson) - Видеосопровождение: Алан Эскаль (Alain Escalle) - Музыкальный директор: Иван Кассар (Yvan Cassar) - Тренер по вокалу: Мальком Валкер (Malcom Walker) - Съёмки: Франсуа Ханс | - Менеджмент: Тьерри Сюк (Thierry Suc) и Томас Бланк (Thomas Blanc) - Музыканты: Иван Кассар (Yvan Cassar), Эрик Шевалье (Eric Chevalier) (клавишные), Peredur ap Gwynedd (гитара), Milton McDonald(гитара), Paul Bushnell (бас-гитара), Nicolas Montazaud (ударные), Abraham Laboriel Jr. (барабанщик) - Бэк-вокал: Esther Dobong’Na Essienne, Johanna Manchec - Хореография: Mylène Farmer Except: «C'est une belle journée»: Mylène Farmer and Christophe Danchaud; «Fuck Them All»: Mylène Farmer and Los Vivancos. - Танцоры: Ayo Berner Jackson, Christine Dejesus, Khetanya Jati Henderson, Tiffany Howard, Sharaya Howell, Edara Johnson, Christianna Toler, Naimah Willoughby, Los Vivancos - Фото: Клод Гасьян (Claude Gassian), фотографии, сделанные во время концертов, вошли в фотокнигу Avant que l’ombre… à Bercy. |